# Műegyetemi diákgyűlés
Az 1956-os forradalom kiinduló helyszínének, bölcsőjének a történelemtudomány az 1956-os műegyetemi eseményeket tekinti.
A két egyetem gyakorlatban sok szempontból párhuzamosan működött, hiszen ugyanazon épületben működött mind a Budapesti Műszaki Egyetem (BME), mind pedig az Építőipari és Közlekedési Műszaki Egyetem (ÉKME). Ez rendkívül sok párhuzamosságot jelentett, mint az oktatási, mind az adminisztrációs oldalon. Az egyetemek vezetői Dr. Gillemot László (BME) és Dr. Cholnoky Tibor (ÉKME) rektorok voltak. A két egyetemre nagyságrendileg 6000 fő hallgató járt, akik közül a munkás-paraszt származásúak aránya 57% volt.

## Előzmények
Bár az megállapítható, hogy a Műegyetemet  – szovjet mintára, ahol sok kisebb szakegyetemet hoztak létre – széttagolták, de ez nem volt abban akadály, hogy a diákok közösen lépjenek fel a helyzetüket befolyásoló kérdések megvitatásában. Már jóval az október 23-i eseményeket megelőzően mind a Műegyetem, mind pedig több további egyetem hallgatósága sok esetben kifejezte elégedetlenségét, abban a kérdésben, hogy a hallgatóknak az életkörülményei nem kielégítőek, valamint az oktatáspolitikának több elhibázott döntése nagyon megnehezíti a tanulást.
A mesterségesen felduzzasztott létszámból következően komoly zsúfoltság volt, a laborok, kísérleti helyek működése ellehetetlenült. A hangulatot tovább rontotta az a tény is, hogy a hallgatók jelentős száma (ÉKME-n 50%-a, a BME-n pedig kb. 1900 hallgató) diákotthonokban kapott elhelyezést, ahol már az év elején szinte kibírhatatlan zsúfoltság volt. Az épületek állaga a fenntartásra, illetve a felújításra kapott szűkös keret miatt pedig egyre romlott. A helyzetet nem ellensúlyozta az sem, hogy a hallgatók jelentős juttatásokat, ösztöndíjat, szociális támogatást, menzát, vagy tandíjmentességet kapott, ugyanis ezekkel kapcsolatban is komoly nehézségek merültek fel. A folyamatos ösztöndíj-kifizetési késedelmek, a menza minőségének romlása egyre tüzelte az amúgy is megkeseredett hallgatók indulatait.
A Dolgozó Ifjúság Szövetsége Központi Vezetősége foglalkozott a kérdéssel.
Az ülésen – a diákok problémáinak megtárgyalása mellett – szóba került a nem sokkal korábban újratemetett Rajk László és társainak koncepciós pere, s határozatban követelték a bűnösök elítélését, különösen Farkas Mihály ügyének nyílt tárgyalását, valamint a párt kongresszusának összehívását.

## Október 19-i események
A gyűlés fő szervezői Bencze József tanársegédet, Voltig Béla, Szalontai József és Balog Lajos villamosmérnök hallgatók voltak. Gyakorlatilag szakítottak az addigi DISZ-szel, s egyetemlegesen csatlakoztak a Magyar Egyetemisták és Főiskolások Szövetségéhez. A hallgatók főbb követelései az alábbiak voltak:
- mérnökök erkölcsi és anyagi megbecsülését
- a vezetői állások megfelelő végzettséghez és szaktudáshoz kötését
- a katalógusrendszer azonnali eltörlését
- a nyelvek és a nem szaktárgyak fakultatívvá tételét
- az egyetemi hallgatók külföldi, állami támogatással történő csoportos tanulmányi utazásának lehetővé tételét
- egyénileg, az IBUSZ-tól függetlenül is utazhassanak
- a fiatal mérnökök külföldi munkavállalásának lehetővé tételét és hogy ezt ne kössék politikai és családi feltételekhez
- a diákotthonok túlzsúfoltságának megszüntetése
- a menza forint normájának felemelése
- a diákélelmezési vállalatoknak az illetékes egyetemek hatásköre alá vonása
- az egyetemi autonómia visszaállítása
- az egyetemi ifjúság újjászervezése egy új diákvezetőség demokratikus megválasztásával
- az utazási kedvezmények visszaállítása
- a műszaki könyvek árának leszállítása
- tanszersegély
- a mérnökképzés létszámának reális megállapítása
- a végző hallgatók magasabb ösztöndíja a diplomaterv kidolgozásának idejére
- nyílt tárgyalás követelése Farkas és társai ügyében

A hallgatók jelezték, hogy amennyiben követeléseikkel kapcsolatban érdemi előrehaladás két héten belül nem valósul meg, akkor tüntetést fognak szervezni, hogy ott fejezzék ki elégedetlenségüket.

## Október 20–21-i események
A hallgatók az október 19-én elfogadott pontokat Gillemot László rektor elé kívánták terjeszteni, aki a küldöttséget fogadta, s támogatásáról biztosította a diákokat, azzal a kitétellel, hogy rendkívül lényegesnek tartja azt, hogy az egyetem normális rendje fennmaradjon, az órák megtartásra kerüljenek.
Ugyanezen a napon az ÉKME rektori értekezlete tárgyalta a minisztériumi ülésen elhangzottakat.
Ezzel párhuzamosan, annak hatására, hogy Władysław Gomułka lengyelországi reformjaira Moszkva fegyveres beavatkozással fenyegetőzött, október 19-én számos lengyel városban szovjetellenes tüntetések kezdődtek, a magyarországi reformellenzék a lengyelországi tüntetőkkel rokonszenvezett, és a diákszervezkedés is felgyorsult az egész országban.

## Október 22-i események
Október 22-én a kora délutáni órákban kezdődtek meg a nagygyűlés előkészületei. Az előkészítő bizottság - melyben az egyetem DISZ vezetése erőteljesen kapott szerepet -  25 pontban fogalmazta meg a beterjesztendő határozati javaslatot. Ezzel párhuzamosan ülésezett a BME pártbizottsága, ahol az a határozat született, hogy az egyetem tanárai – a provokációk kiszűrése és kordában tartása céljából – vegyen részt az ülésen.
Maga az ülés 15:00-kor kezdődött meg az egyetem központi alulájában. A feljegyzések szerint nagyjából 4000 és 5000 fő között lehetett a résztvevők száma, s nem csak a két egyetem, hanem más egyetemek is képviseltették magukat.

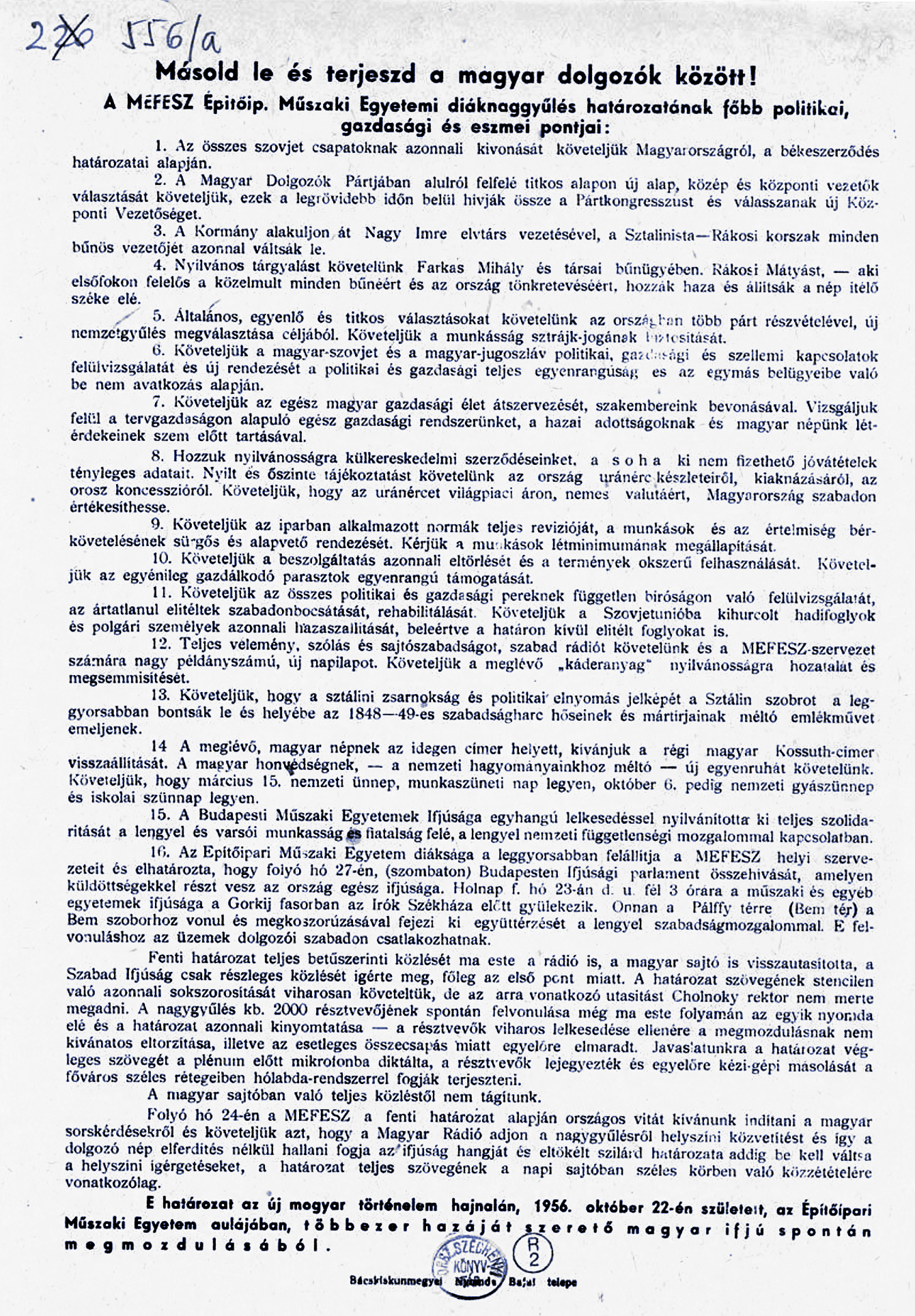
A Műegyetemisták 16 pontja

A gyűlésen elfogadott 14 pontos határozatban az alábbi követelések szerepeltek:
1. Az MDP kongresszus azonnali összehívása, alulról választott vezetőség, az új Központi Vezetőség megalakítása.
2. A kormány alakuljon át Nagy Imre elvtárs vezetésével.
3. Gazdaságilag és politikailag teljesen egyenrangú alapon és egymás belügyeibe való be nem avatkozás elvén álló magyar–szovjet és magyar–jugoszláv barátság megalakítása.
4. Az összes szovjet csapatok kivonását Magyarországról a magyar békeszerződés értelmében.
5. Általános, egyenlő, titkos választásokat több párt részvételével, új nemzetgyűlési képviselők választásával.
6. A magyar gazdasági élet átszervezését szakemberek bevonásával és ennek keretében a magyar uránérc magyar felhasználásával, hozzák nyilvánosságra a külkereskedelmi szerződéseket és vizsgálják felül a tervgazdaságon alapuló magyar gazdasági életet.
7. Teljes ipari munkásság azonnali normarendezését a létminimum megállapítása alapján, és a munkás autonómia bevezetését az üzemekben.
8. A beszolgáltatási rendszer felülvizsgálását és az egyénileg dolgozó parasztság támogatását.
9. Az összes politikai és gazdasági perek felülvizsgálását, az ártatlanul elítélt politikai foglyok részére a teljes amnesztiát, illetve a hátránybakerültek rehabilitálását.
10. Legyen nyilvános tárgyalás Farkas Mihály ügyében és Rákosi szerepének kivizsgálását, valamint az Oroszországban igazságtalanul elítélt és ott tartott magyarok hazahozatalát.
11. A néptől idegen címer helyett a régi Kossuth-címer visszaállítását, a március 15-ét és október 6-át nyilvánítsak nemzeti ünneppé és munkaszünetté. Új egyenruhát honvédségünknek.
12. Teljes vélemény és sajtószabadság megvalósítását, rádión is, és ennek keretében külön napilapok [!] az új MEFESZ szervezetnek. A régi káderanyag nyilvánosságra hozatalát és eltörlését.
13. A zsarnokság és az önkény jelképét, a Sztálin-szobrot azonnal távolítsák el.
14. Egymásért teljes szolidaritást vállalunk.

Mindezek mellett a hallgatók szolidaritásukról biztosították a lengyel népet.
A diákparlament összehívása azonban elmaradt, mivel egyre inkább a lengyel nép irányába történő szolidaritásról szóló másnapi tüntetés lebonyolításában való részvétel került előtérbe.

## Október 23-i események

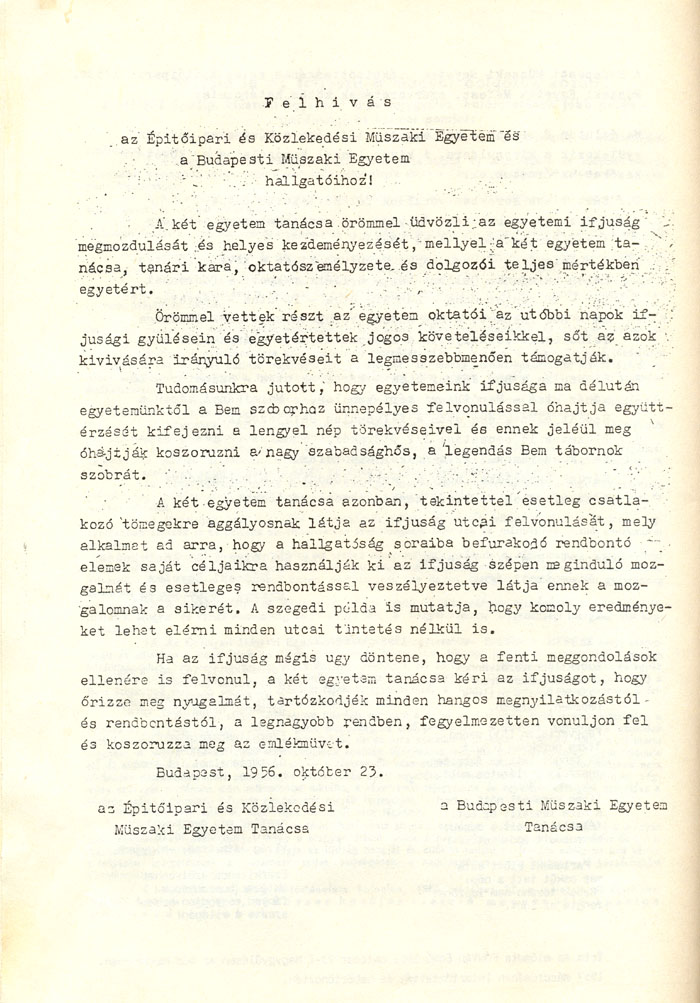
A két egyetem tanácsának közös döntése

1956. október 23-án az oktatás bár megkezdődött az egyetemeken, de azt a rektorok 12:00-kor beszüntették. A délelőtt folyamán a két egyetem tanácsa közös ülést tartott, ahol hosszas vita után támogatásukról biztosították a diákokat, de  határozottan kérték a hallgatókat, hogy ha mindenképpen fel akarnak vonulni, akkor a hallgatóság "őrizze meg nyugalmát, tartózkodjék minden hangos megnyilvánulástól és rendbontástól, a legnagyobb rendben, fegyelmezetten vonuljon fel."
A szervezés alatt álló felvonulást a Belügyminisztérium csak akkor engedélyezte, amikor már elkerülhetetlennek látszott, hogy mindenképpen megtartásra kerül. 14:00 óra körül jött meg az engedély.
A rendezett sorokban induló tömeg ezért nagyjából délután fél három-három óra körül indult.

## Következmények
Az egyetemen a tanítás az 1956-os forradalom után 1957. február 4-én kezdődött újra. A tanév végén a diákok a két félévből egyszerre vizsgáztak.
1957 tavaszán indultak meg a fegyelmi vizsgálatok.